# Вакаріно
Вака́ріно (рос. Вакарино) — присілок у складі Казанського району Тюменської області, Росія.
Населення — 14 осіб (2010, 77 у 2002).
Національний склад станом на 2002 рік:
- росіяни — 75 %